# Tennessee Oilers 1998
La stagione 1998 dei Tennessee Oilers è stata la 29ª della franchigia nella National Football League, la 39ª complessiva e la seconda nella città di Nashville dopo il trasferimento da Houston  A partire dalla stagione successiva la squadra avrebbe mutato nome in “Titans”.
Per la terza annata consecutiva la squadra vinse esattamente otto partite, mancando l’accesso ai playoff per il quinto anno consecutivo.
La stagione 1998 fu l’unica giocata dagli Oilers nel piccolo Vanderbilt Stadium, utilizzato durante la costruzione dello stadio definitivo. 

## Scelte nel Draft 1998
| Draft degli Oilers nel 1998 |        |               |                  |                |
| Giro                        | Scelta | Giocatore     | Ruolo            | College        |
| 1                           | 16     | Kevin Dyson   | Wide receiver    | Utah           |
| 2                           | 46     | Samari Rolle  | Cornerback       | Florida State  |
| 3                           | 77     | Dainon Sidney | Cornerback       | UAB            |
| 4                           | 107    | Joe Salave'a  | Defensive tackle | Arizona        |
| 5                           | 139    | Benji Olson   | Guard            | Washington     |
| 6                           | 168    | Lee Wiggins   | Defensive back   | South Carolina |
| 7                           | 205    | Jimmy Sprotte | Linebacker       | Arizona        |
| 7                           | 229    | Kevin Long    | Centro           | Florida State  |

## Calendario
| Stagione regolare |                         |                    |
| Turno             | Avversario              | Risultato          |
| 1                 | at Cincinnati Bengals   | V 23–14            |
| 2                 | San Diego Chargers      | S 7–13             |
| 3                 | at New England Patriots | S 16–27            |
| 4                 | Jacksonville Jaguars    | S 22–27            |
| 5                 | Settimana di pausa      | Settimana di pausa |
| 6                 | at Baltimore Ravens     | V 12–8             |
| 7                 | Cincinnati Bengals      | V 44–14            |
| 8                 | Chicago Bears           | S 20–23            |
| 9                 | at Pittsburgh Steelers  | V 41–31            |
| 10                | at Tampa Bay Buccaneers | V 31–22            |
| 11                | Pittsburgh Steelers     | V 23–14            |
| 12                | New York Jets           | S 3–24             |
| 13                | at Seattle Seahawks     | S 18–20            |
| 14                | Baltimore Ravens        | V 16–14            |
| 15                | at Jacksonville Jaguars | V 16–13            |
| 16                | at Green Bay Packers    | S 22–30            |
| 17                | Minnesota Vikings       | S 16–26            |

## Classifiche
| AFC Central              | AFC Central | AFC Central | AFC Central | AFC Central | AFC Central | AFC Central | AFC Central |
|                          | V           | S           | P           | %           | PF          | PA          | STR         |
| ------------------------ | ----------- | ----------- | ----------- | ----------- | ----------- | ----------- | ----------- |
| (3) Jacksonville Jaguars | 11          | 5           | 0           | .688        | 392         | 338         | V1          |
| Tennessee Oilers         | 8           | 8           | 0           | .500        | 330         | 320         | S2          |
| Pittsburgh Steelers      | 7           | 9           | 0           | .438        | 263         | 303         | S5          |
| Baltimore Ravens         | 6           | 10          | 0           | .375        | 269         | 335         | V1          |
| Cincinnati Bengals       | 3           | 13          | 0           | .188        | 268         | 452         | S1          |